# Utva
UTVA est un constructeur aéronautique serbe basé à Pančevo à proximité de Belgrade (Serbie).
L’entreprise fut créée en 1937 à Zemun et a produit plus de 900 avions. En 1996, l’entreprise a fusionné avec l’usine Lola de Železnik pour devenir Lola-Utva.
Pendant l’intervention militaire de l’OTAN en 1999, l’usine fut bombardée et partiellement endommagée.

## Avions produits
- 212
- 213 'Vihor'
- Aero 3 (en)
- Trojka (en)
- 56
- 60 (en)
  - 60-AT1
  - 60-AT2
  - 60-AG (versions agricoles)
  - 60-AM (air ambulance)
  - 60H (hydravion)
  - 60 V-51
- 65 (en)
  - 65 'Privrednik' ('agriculteur')
  - 65 'Privrednik'-IO
  - 65 'SuperPrivrednik'-350
- 66 (en)
  - 66-AM (air ambulance)
  - 66H
  - 66V
  - 66 Super STOL
- Lola Utva 75
  - 75A21
  - 75A41
  - 75AG11
  - 75 V-53
- 'Lasta 95 (en)' ('hirondelle 95')
- Utva 96
- Mini UAV Raven
- Medium UAV